# Microgaster reticulata
Microgaster reticulata är en stekelart som beskrevs av Shestakov 1940. Microgaster reticulata ingår i släktet Microgaster och familjen bracksteklar. Inga underarter finns listade i Catalogue of Life.